# Álex Ubago
Álex Ubago (né Alejandro Martínez de Ubago Rodríguez) est un chanteur et compositeur espagnol né à Vitoria (Espagne) le 29 janvier 1981.
Aunque no te pueda ver a remporté le Billboard Latin Awards 2005 du meilleur titre radio (révélation) et l'album Fantasía o realidad était nommé en tant que meilleur album (révélation).
La chanson Sin miedo a nada en duo avec la chanteuse de La Oreja de Van Gogh, Amaia Montero, a été élue par les internautes du site los40.com en tant que meilleure chanson d'amour de tous les temps
(elle a été reprise par plusieurs artistes sous forme de bachata).

## Biographie
À l'âge de quatre ans, ses parents s'installent à Saint-Sébastien. Il a écrit sa première chanson à l'âge de 15 ans. Il a appris par lui-même à chanter. Alex a répondu "Sans réfléchir, juste parce que j'écrirais une chanson. C'est comme ça que j'ai commencé à 15 ans. Puis un jour, j'ai fini une chanson qui me plaisait et je voulais que quelqu'un l'écoute, je voulais la chanter à quelqu'un. La chanson existe toujours, elle est écrite mais pas enregistrée. À partir de ce moment, j’ai continué à écrire".
Álex Ubago s’est appris à chanter et, à l’âge de 22 ans, a publié son premier album «Qué pides tú?, qui a vendu 900 000 unités en Espagne et a été certifié 2X platine au Mexique. Ubago a reçu une nomination aux Latin Grammy Awards du meilleur nouvel artiste en 2003, mais le prix a été remporté par son collègue interprète espagnol David Bisbal. L’album Fantasía o Realidad d’ Ubago est sorti en 2004 et connaît le même succès que son premier album. Ubago a de nouveau été nommé pour un Latin Grammy pour son album Calle Ilusión. qui a culminé au numéro trois dans les graphiques espagnols Albums.
Alex Ubago a écrit plusieurs chansons. Il a contacté son cousin David, qui était musicien avec un home studio. Ensemble, ils ont enregistré quelques-unes des compositions d'Ubago, dans l'espoir de les présenter à la petite amie d'Ubago comme cadeau d'anniversaire. Bientôt, ces enregistrements ont été reçus par le manager, Inigio Argomaniz, qui a présenté le matériel à certains de ses amis travaillant dans l’industrie. Ubago a été doucement invité à enregistrer un peu plus de son matériel, et avec le temps, suffisamment de matériel avait été écrit pour être présenté officiellement. Les nouvelles chansons ont été reçues par le directeur artistique de DRO Atlantic, Alfonso Pérez. En octobre 2000, les contrats ont été signés. Trois ans plus tard ¿Qué Pides Tu? a été publié, suivi par Fantasia o Realidad en 2004. Ce dernier record a obtenu le statut d'or et de platine, compte tenu de ses fortes ventes en Espagne, en Amérique latine et aux États-Unis.
En 2006, Ubago publiait Aviones de Cristal, qui comprenait la chanson "Viajar Contigo", l'un des nombreux succès du palmarès Billboard d'Ubago. Il a immédiatement atteint le sommet des palmarès de la musique latine et le visage d'Ubago est apparu sur presque toutes les couvertures de magazines de divertissement latins et espagnols, y compris Rolling Stone. Après cette sortie, il a donné plus de 100 concerts dans son pays d'origine et son album est devenu platine plusieurs fois dans le monde.
En 2010, Alex a collaboré avec la chanteuse cubaine Lena et l'ancien membre de Bacilos, le colombien Jorge Villamizar, pour former un nouveau projet intitulé Alex, Jorge y Lena. Leur premier single était "Estar Contigo". En 2011, le trio a été nommé pour le Premio Lo Nuestro du meilleur groupe de discussion ou duo. Ils ont également joué "Estar Contigo" lors de la cérémonie.

## Discographie
- Calle Illusion (2009)
- Aviones De Cristal (2006 )
- Fantasía o realidad (2003), single (Aunque no te pueda ver, Dame tu aire, Cuanto antes, Fantasía o realidad, Otro día más)
- Qué pides tú (2001), single (¿ Qué pides tú ?, A Gritos de esperanza, Sin miedo a nada, No te rindas, ¿ Sabes ?, Por esta ciudad)